# セクシャルバイオレットNo.1
「セクシャルバイオレットNo.1」（セクシャルバイオレットナンバーワン）は、桑名正博の楽曲。1979年7月21日にRVC（現:Ariola Japan）から4枚目のシングルとして発売された。

## 解説
ファニー・カンパニーのフロントマンとしてデビューした後にソロ歌手として再デビューした桑名正博の代表曲。当時の日本のロックはどんづまりで、"ロック界のヒデキ（西城秀樹）"を作ろうというコンセプトで楽曲が製作された。1979年にカネボウのキャンペーンCMソングとして起用され、作詞・松本隆、作曲・筒美京平のコンビでA・B面共に制作したシングルがヒットを記録した。
このときのカネボウのキャンペーンCMソング歌手の選出は、沢田研二・松山千春が本命といわれていた中、RVCディレクターの小杉理宇造の働きかけにより、最終的に桑名に決定された。
当時、化粧品のCMソングは日本のポピュラー音楽シーンにおいて重要なポジションを占めており、本作もヒットを記録し、オリコンチャートでも3週に渡り1位を記録した。累計売上は60万枚を超える。
この曲のヒットによって、桑名はテレビの音楽番組にも積極的に出演。後年も本人が音楽番組で往年のヒット曲として歌唱することが度々あった。
- 『ザ・ベストテン』（TBSテレビ）では、「銀河鉄道999」（ゴダイゴ）の8週連続1位を阻止する形で1位を獲得。
- 『サウンド・イン"S"』（同上）では、「WHO'S BEEN SLEEPING IN MY BED（幸せは遠い昔）」（バリー・マニロウ）に本曲のBメロをブリッジとして折り込み最終的には本曲を1コーラス歌うという形で、司会の伊東ゆかり、しばたはつみ、ゲストのサーカス（女声メンバーの卯月節子、叶正子）とのセッションを行った。
- 『ビッグベストテン』（フジテレビ）では、番組初回に1位を獲得するも、桑名が交通渋滞に巻き込まれ到着が番組終了間際となったため、歌うことができなかった。
- 『夜のヒットスタジオ』（同上）では、番組提供スポンサーがカネボウの競合企業である資生堂だったため、本曲の披露は一度もなかった。

「セクシャルバイオレットNo.1」というフレーズはタイアップ先のカネボウが提示したもの。松本は「こんなダサい言葉は外してほしい。こんな言葉を入れて歌詞を書けない」と拒否したが、最終的にはCMソングだと説得され、歌詞中でも使用している。
桑名も松本の書いた歌詞を見せられて「うすい生麻って何ですのん」「こんな女と付き合いたくないわ」などと悪態をついたという。
メロディの元ネタは直前にリリースされたキッスの「ラヴィン・ユー・ベイビー」とされる。

## 収録曲
| 全作詞: 松本隆、全作曲: 筒美京平、全編曲: 桑名正博&ティアードロップス・戸塚修。 |                                |        |            |      |
| #                                                                               | タイトル                       | 作詞   | 作曲・編曲 | 時間 |
| A.                                                                              | 「セクシャルバイオレットNo.1」 | 松本隆 | 筒美京平   | 4:40 |
| B.                                                                              | 「You're my baby」             | 松本隆 | 筒美京平   | 4:38 |
| 合計時間:                                                                       | 合計時間:                      | 9:18   |            |      |

## 収録アルバム
- コミュニケーション (#1、#2)
- NEW BEST (#1)
- セクシャルヴァイオレットNO.1〜桑名正博 RCA BEST COLLECTION (#1)
- GOLDEN☆BEST 桑名正博〜RCA/AIR YEARS (#1、#2)
- 桑名正博35周年BEST「Masahiro Kuwana Tracks on」 (#1)
- GOLDEN☆BEST 桑名正博 -MASAYAN 40Years- (#1)

## 「セクシャルバイオレットNo.1」のカバー

### B'zによるカバー
B'zは、2021年7月14日に発売された松本隆のトリビュート・アルバム『風街に連れてって!』で「セクシャルバイオレットNo.1」をカバーした。B'zがカバー曲を発表するのは2005年に発売された配信限定ボックス・セット『The Complete B'z』に収録の「This Love」（マルーン5）以来16年ぶりとなった。原曲はシンセサイザーが主体のアレンジだったが、B'zによるカバー・バージョンはブラスを取り入れたアレンジとなっている。
プロデュースを手がけた亀田誠治によれば、『風街に連れてって!』に必ず筒美の楽曲を収録するという話が挙がっていて、その中で「意外とカバーされていない感じがした」ことから本作が選ばれた。亀田はかねてより「セクシャルバイオレットNo.1」は絶対B’z〔ママ〕だ！と考えていて、本作をカバーするアーティストを決める話し合いでB'zを挙げた。その後亀田が直接手紙でオファーし、2日後に電話でこれを承諾した。なお、B'zの松本孝弘はB'z結成前に桑名のバックバンドに在籍して本作を演奏したことがあり、カバーに関するプレスリリースで改めてまたこの様なチャンスが巡ってきたのはきっと縁ですね。兄貴もきっと喜んでくれている事でしょうとコメントした。
オリコン週間デジタルシングル（単曲）ランキングでは5週にわたってランクインし、最高位11位を記録した。

### その他のアーティストによるカバー
- ハッチー・ブラックモア（1997年、トリビュート・アルバム『K.T.ゴールデン・リスペクターズ〜筒美京平グレーテスト・カヴァーズ』収録）
- つんく♂（2007年、トリビュート・アルバム『筒美京平 トリビュート the popular music』収録）
- 杉岡芳樹（2011年、カバーコンピレーションアルバム『J-POPディスコ伝説』収録）
- 五木ひろし（2013年、カバーアルバム『ブルース -BLUES-』収録）
- 今陽子（2013年、カバーアルバム『今昔歌〜ピンキーの男唄〜』収録）
- 中森明菜（2016年、アルバム『Belie + Vampire』に収録）